# 1409 Isko
1409 Isko eller 1937 AK är en asteroid i huvudbältet, som upptäcktes 8 januari 1937 av den tyske astronomen Karl Wilhelm Reinmuth i Heidelberg. Den har fått sitt namn efter Ise Koch.
Asteroiden har en diameter på ungefär 35 kilometer.